# Castrada virgiana
Castrada virgiana är en plattmaskart. Castrada virgiana ingår i släktet Castrada och familjen Typhloplanidae. Inga underarter finns listade i Catalogue of Life.